# سیارک ۱۶۰۶۹
سیارک ۱۶۰۶۹ (به انگلیسی: 16069 Marshafolger، نامگذاری:1999RS95) شانزده هزار و شصت و نهمین سیارک کشف شده‌است که در ۷ سپتامبر ۱۹۹۹ کشف شد.
قدر مطلق سیارک برابر ۱۱.۲ است.